# خسوخسو
بازی خسوخسو (xoso) یکی از بازی‌های محلی سیستان و از بازی‌های مهیج سنتی سیستانی هاست که در کنار بازی کودی کودی از گذشته‌های دور در سیستان انجام می‌شده‌است. بازی خسو به این صورت است که دوتیم شش نفره در دو طرف میدان مستطیل شکلی که هر نیمه آن۸ متر در۱۰ متر است قرار می‌گیرند و در انتهای هر طرف نیز یک مربع یک متر در یک متر قرار دارد که به آن اته می‌گویند. هر تیمی که بتواند اته (هدف) را تسخیر کند یا سردار تیم مقابل را بزند برنده گیم است وهر تیمی در طول دو۲۰دقیقه دو نیمه گیم‌های بیشتری را برده باشد برنده است. کانون سیستانیان به مدیریت سیستانی‌های گلستان و هدایت محمد آذری و هماهنگی وزارت ورزش و فدراسیون روستائی و عشایری این بازی را احیا کردند و برایش لیگ تشکیل دادند.
در بازی خسو در تیم مدافع یک بازیکن که باید یک پیشانی بند هم داشته باشد تا از سایر بازیکنان قابل شناسایی باشد "سردار "نامیده می‌شود، در اختیار دارد. اگر تیم مهاجم بتواند سردار را از گردونه بازی خارج کند. تیم دارای سردار آن گیم را باخته‌است و باید گیم عوض شود و شرط سوختن سردار و بازیکن بازی خسوخسو این است که دست بازیکن که در موقع بازی باید به شست پایش باشد اگر از پایش جدا شود ان فرد از گردونه بازی خارج می‌شود واگر این بازیکن "سردار"باشد دیگر گیم ادامه نمی‌یابد. یعنی اینکه حتی اگر هر ۵بازیکن غیر سردار در جریان بازی باشند ولی سردار ضربه شود و دستش از پایش جدا شود تیم دارای سردار بازنده گیم می‌باشد.